# Roßdorf (Jerichow)
Roßdorf è una delle 12 municipalità (Ortschaft) che complongono la città tedesca di Jerichow, nel Land della Sassonia-Anhalt.

## Storia
Fino al 31 dicembre 2009 Roßdorf era un comune autonomo.

## Geografia antropica
La municipalità di Roßdorf comprende la località di Dunkelforth.